# 默內什蒂鄉 (登博維察縣)
44°58′N 25°17′E / 44.967°N 25.283°E
默內什蒂鄉（羅馬尼亞語：Comuna Mănești, Dâmbovița），是羅馬尼亞的鄉份，位於該國南部，由登博維察縣負責管轄，面積38平方公里，海拔高度315米，2007年人口4,865，人口密度每平方公里128人。